# Jean Chantavoine
Jean Chantavoine (17 mai 1877 - 16 juillet 1952) est un musicologue et biographe français. Il a été secrétaire général du Conservatoire national supérieur de musique.
Chantavoine est né à Paris. Il a publié de nombreux livres et articles, dont des biographies de Beethoven, Liszt, Saint-Saëns et Mozart.
En 1933, il a révélé l’existence de la Symphonie en ut majeur de Bizet dans la librairie du Conservatoire, dans un article publié dans le périodique français Le Ménestrel. Chantavoine fut aussi le premier à publier plusieurs des manuscrits et lettres de Beethoven, par exemple dans son Correspondance de Beethoven de 1903.
Il est décédé à l’âge de 75 ans, à Mussy-sur-Seine.

## Distinctions
- Chevalier de la Légion d'honneur (1926)[2]